# Aérodrome de Wurtzbourg-Schenkenturm
 (avril 2017).
 (mai 2021).
Si vous disposez d'ouvrages ou d'articles de référence ou si vous connaissez des sites web de qualité traitant du thème abordé ici, merci de compléter l'article en donnant les références utiles à sa vérifiabilité et en les liant à la section « Notes et références ».
L'aérodrome de Wurtzbourg-Schenkenturm est l'aéroport de Wurtzbourg.
L'aéroport n'est pas servi régulièrement et sert principalement au sport aérien. Situé au nord-est de la Bundesstraße 27, l'aérodrome est à 3,5 km du centre-ville ; il n'est pas desservi par les transports en commun.

## Histoire
En 1954, l'armée américaine met en place un aéroport sur le Schenkenfeld à la place de celui sur le Galgenberg. La ville de Wurtzbourg reprend l'aérodrome de Schenkenfeld en 1961. Cependant l'armée américaine installe des roquettes. En 1965, une charte pour un usage civil est établie. L'armée américaine se retire après la dissolution de l'Allemagne de l'Est.

## Source de la traduction
- (de) Cet article est partiellement ou en totalité issu de l’article de Wikipédia en allemand intitulé « Flugplatz Würzburg-Schenkenturm » (voir la liste des auteurs).